# Der Chronist der Winde
Der Chronist der Winde (Originaltitel: Comédia infantil) ist ein Roman von Henning Mankell über die Gegenwartsgeschichte einer ehemaligen Kolonie in Afrika aus der Sicht eines Kindes. Das Buch erschien 1995 im Ordfront Verlag, Stockholm. Im Jahr 2000 erschien die deutsche Ausgabe in der Übersetzung von Verena Reichel im Paul Zsolnay Verlag.

## Handlung
Der Bäcker José Antonio Maria Vaz hört eines Nachts Schüsse aus dem Theater neben der Bäckerei, in der er arbeitet. Er findet dort den zehnjährigen Straßenjungen Nelio mit einer schweren Schusswunde in der Brust, versteckt ihn auf dem Dach der Bäckerei und pflegt ihn dort neun Tage und Nächte lang. Tagsüber schläft Nelio, in den neun Nächten erzählt er José seine Geschichte:
Nelio stammt aus einem Dorf im Grenzgebiet Mosambiks. Bei einem grausamen Überfall von Bürgerkriegs-Partisanen werden sein Vater und seine Schwester wie viele Bewohner des Dorfes bestialisch ermordet, das Dorf wird niedergebrannt, Nelio und seine Mutter werden mit weiteren Frauen und Kindern des Dorfes verschleppt. Im Basislager der Banditen wird Nelio dazu aufgefordert, einen anderen Jungen aus seiner Familie zu erschießen. Er schießt stattdessen auf einen der Banditen, kann flüchten und gelangt nach einer längeren Reise schließlich in die „große Stadt am Meer“ (gemeint ist Maputo, im Roman bleibt die Identität der Stadt jedoch offen).
In der Stadt fühlt Nelio sich sofort wohl. Zunächst wird er von einem Gauner für Taschendiebstähle ausgenutzt, durchschaut ihn aber schnell und verlässt ihn, weil er ehrlich leben will. In einem Reiterstandbild, in dem sich unten eine Luke öffnen lässt, die Zugang zum Inneren gewährt, richtet Nelio sich ein Nachtquartier ein. Er schließt sich bald einer sechsköpfigen Gruppe von Straßenkindern an, die von dem etwa 14-jährigen Cosmos angeführt wird und sich selbst als „Rudel“ bezeichnet. 
Das Rudel wird zu Nelios neuer Familie. Die Kinder (außer Nelio) schlafen im Freien in Pappkartons. Sie leben von Abfällen, kleineren Diebstählen und dem wenigen Geld, das sie sich durch kleine Arbeiten verdienen. Bei solch einer Tätigkeit öffnen die Kinder neugierig einen Aktenkoffer eines reichen Menschen, finden darin jedoch nur eine tote Eidechse. Sie ersetzen das tote Tier durch ein lebendes und legen den Koffer an seinen Platz zurück. Das gibt ihnen das Gefühl von Macht, und so brechen sie in der nächsten Zeit in verschiedene Gebäude vom Kaufhaus bis hin zum Präsidentenpalast ein. Sie stehlen oder zerstören jedoch nichts, sondern hinterlassen nur rätselhafte Spuren: eine inszenierte Unordnung und eine tote Eidechse als ihr Zeichen. Den Geburtstag des Kleinsten aus dem Rudel, Alfredo Bomba, feiern sie im Haus eines verreisten Entwicklungshelfers, bedienen sich reichlich am Kühlschrank und verbringen die Nacht ausnahmsweise unter einem Dach, richten jedoch auch hier weiter keinen Schaden an.
Als Cosmos die Gruppe verlässt, wird Nelio wegen seines besonnenen Charakters von allen als neuer Anführer akzeptiert. Er ist in der Stadt bekannt und geachtet als der einzige Straßenjunge, der noch niemals Prügel bezogen hat. Doch mit der Zeit geht eine Veränderung in Nelio vor. Er wird grüblerisch, aufbrausend und ungeduldig. Gedanken über das Schicksal seiner Familie und über den Tod quälen ihn und lassen sich auch nicht dadurch vertreiben, dass er den anderen Kindern Wünsche erfüllt und Freude bereitet. Sein ständiger Kontakt mit Elend und Ungerechtigkeit wecken in ihm existentielle Fragen. Er will die Welt verstehen, aber seine Versuche, mit Hilfe eines alten Atlanten und eines indischen Fotografen, der in solcherlei Fragen bewandert sein soll, Antworten zu finden, scheitern.
Kurz darauf erkrankt Alfredo Bomba unheilbar. Um ihm die Angst vor dem Sterben zu nehmen, erarbeitet Nelio mit dem gesamten Rudel ein Theaterstück, eine Reise zu einer von Alfredo Bomba ersehnten „Insel ohne Angst“. Gegen Ende der Aufführung im städtischen Theater schläft Alfredo lächelnd für immer ein, doch Wachleute des Theaters sind auf die Eindringlinge aufmerksam geworden. Nelio, der Alfredos Leichnam nicht allein zurücklassen möchte, bekommt dabei den Schuss in die Brust, mit dem er von José Antonio Maria Vaz aufgefunden wird. Als Nelio neun Tage später seine Geschichte zu Ende erzählt hat, stirbt er. Sein Rudel löst sich auf.
José selbst hängt daraufhin seinen Beruf als Bäcker an den Nagel. Er verlässt seine große Liebe und die Familie seines Bruders, weil er fortan seine einzige Lebensaufgabe darin sieht, als „Chronist der Winde“ Nelios Geschichte weiterzuerzählen, die dieser ihm geschenkt hat und die nicht sterben darf.

## Auszeichnungen
Der Chronist der Winde wurde 1995 für den August-Preis und den Literaturpreis des Nordischen Rates nominiert. Im Jahr 1996 wurde das Buch durch den schwedischen Radiosender SR P1 mit dem Romanpreis des Schwedischen Radios ausgezeichnet.

## Verfilmung
Eine Verfilmung von Comédia Infantil entstand in Maputo unter Regie von Solveig Nordlund, die 1998 beim International Film Festival Rotterdam für einen Tiger Awards und 1999 für einen Guldbagge in der Kategorie Beste Regie nominiert wurde.

## Ausgaben
- Henning Mankell: Der Chronist der Winde. Neuausgabe. Dt. Taschenbuch-Verlag, München 2007, ISBN 978-3-423-21003-4